# Belle Vue (Rhyl)
Pour les articles homonymes, voir Bellevue.
Le stade Belle Vue est un stade de football d'une capacité de 3 000 places (dont 1 720 sont assises), situé à Rhyl. Ce stade accueille les matches à domicile du Rhyl Football Club.